# Wetlook-фетиш
Wetlook-фетишизм (англ. wet «мокрый» + look «вид») — форма сексуального фетишизма и/или фетиш-моды, при которой человек получает удовольствие от визуальных и тактильных ощущений, вызванных мокрой одеждой.
Wetlook-фетиш почти всегда связан с фетишем на определенный тип одежды — уличная, спортивная, (футбольная форма, латекс, лайкра), болоньевая, деловые костюмы и прочие типы одежды, в которых wetlook-фетишист предпочитает мокнуть.
Основные варианты реализации сексуальной фантазии wetlook-фетишиста — гуляние под дождём без зонтика, купание в фонтанах, бассейнах и открытых водоёмах, имитация случайных падений в воду, принятие ванны или душа в одежде и т. п.
Имитация вида мокрой одежды (блестящая переливающаяся ткань) часто облегчает сухое состояние wetlook-фетишиста в те моменты, когда он не может быть в мокрой одежде (холодная погода, учебное заведение или работа, боязнь оказаться непонятым со стороны окружающих).